# Carla Morrison
Carla Patricia Morrison Flores, besser bekannt als Carla Morrison (* 19. Juli 1986 in Tecate (Baja California)), ist eine mexikanische Indie-Pop-Sängerin und Komponistin. Sie gewann mit ihrem Album Déjenme llorar zwei Latin Grammys, für das sie in Mexiko die Goldene Schallplatte erhielt.

## Diskografie

### Alben
- 2012: Déjenme llorar
- 2015: Amor supremo
- 2017: Amor supremo desnudo (akustisch)
- 2022: El renacimiento

### Singles
- 2012: Disfruto (ES: Platin)
- 2014: Que Lloro (Leonel García feat. Carla Morrison, MX: ×2Doppelplatin )
- 2017: Te regalo (ES: Gold)
- 2019: No te quiero perder (mit Sabino, MX: Gold)
- 2020: Recuerdo (Ricky Martin feat. Carla Morrison, MX: Gold)
- 2022: Contigo (MX: ×2Doppelplatin , US: Platin (Latin))

## Auszeichnungen für Musikverkäufe
| Goldene Schallplatte - Frankreich - 2025: für die Single Disfruto |

Anmerkung: Auszeichnungen in Ländern aus den Charttabellen bzw. Chartboxen sind in ebendiesen zu finden.
| Land/RegionAuszeichnungen für Musikverkäufe (Land/Region, Auszeichnungen, Verkäufe, Quellen) | Gold     | Platin       | Verkäufe | Quellen             |
| -------------------------------------------------------------------------------------------- | -------- | ------------ | -------- | ------------------- |
| Frankreich (SNEP)                                                                            | Gold1    | —            | 100.000  | snepmusique.com     |
| Mexiko (AMPROFON)                                                                            | 2× Gold2 | 5× Platin5   | 520.000  | amprofon.com.mx     |
| Spanien (Promusicae)                                                                         | 2× Gold2 | Platin1      | 120.000  | elportaldemusica.es |
| Vereinigte Staaten (RIAA)                                                                    | Gold1    | 10× Platin10 | 600.000  | riaa.com            |
| Insgesamt                                                                                    | 6× Gold6 | 16× Platin16 |          |                     |